# Evangelio de Tomás
El Evangelio de Tomás (también conocido como el Evangelio copto de Tomás) es un evangelio no canónico (considerado apócrifo) de dichos de Jesús. Fue descubierto cerca de Nag Hammadi, Egipto, en diciembre de 1945 entre un grupo de libros conocidos como la biblioteca de Nag Hammadi. Los estudiosos especulan que las obras fueron enterradas en respuesta a una carta del obispo Atanasio declarando un canon estricto de las escrituras cristianas. Autores como Valantasis han propuesto fechas de composición tan tempranas como 60 d. C. y otros autores se van a fechas tan tardías como 200 d. C.
El texto copto, el segundo de los siete documentos que los estudiosos modernos denominan como Códice II, está compuesto por 114 dichos atribuidos a Jesús de Nazaret. Casi la mitad de estos dichos se asemejan a los que se encuentran en los evangelios canónicos, mientras se especula que los otros dichos se agregaron de la tradición gnóstica. Su lugar de origen pudo haber sido Siria, donde las tradiciones tomasinas tenían gran fuerza.
La introducción dice: «Estas son las palabras ocultas que habló Jesús vivo y Judas Tomás Dídimo escribió». Dídimo (griego) y Tomás (arameo) significan «gemelo». Los eruditos modernos rechazan la autoría del apóstol Tomás.
Es posible que el documento se haya originado dentro de una escuela de cristianos primitivos, posiblemente proto-gnósticos. Algunos críticos afirman además que incluso la descripción de Tomás como un evangelio «gnóstico» se basa en poco más que el hecho de que se encontró junto con textos gnósticos en Nag Hammadi. El nombre de Tomás también se adjuntó al libro de Tomás el Contendiente, también encontrado en el Códice II de Nag Hammadi, y los Hechos de Tomás. Si bien el Evangelio de Tomás no apunta directamente a la divinidad de Jesús, tampoco la contradice directamente. Cuando se le pregunta su identidad en el evangelio de Tomás, Jesús generalmente se desvía, preguntando ambiguamente a los discípulos por qué no ven lo que está justo delante de ellos, similar a algunos pasajes en los evangelios canónicos como Juan 12:16 y Lucas 18:34.
El evangelio de Tomás es muy diferente en tono y estructura de otros apócrifos del Nuevo Testamento y los cuatro Evangelios canónicos. A diferencia de los Evangelios canónicos, no es un relato narrativo de la vida de Jesús; en cambio, consiste en logias (dichos) atribuidos a Jesús, a veces independientes, a veces incrustados en diálogos o parábolas breves. El texto contiene una posible alusión a la muerte de Jesús en el logion 65 (la parábola de los inquilinos malvados, paralela a los Evangelios sinópticos), pero no menciona su crucifixión, su resurrección o el juicio final; ni menciona una comprensión mesiánica de Jesús. Desde su descubrimiento, muchos estudiosos lo han visto como evidencia en apoyo de la existencia de una «fuente Q», que podría haber sido muy similar en su forma como una colección de dichos de Jesús sin ningún relato de sus hechos o su vida y muerte, referido como un «evangelio de dichos».
Eusebio de Cesarea lo incluyó entre un grupo de libros que creía que no solo eran espurios, sino «las ficciones de los herejes». Sin embargo, no está claro si se refería a este Evangelio de Tomás o uno de los otros textos atribuidos a Tomás.

## Hallazgo y publicación

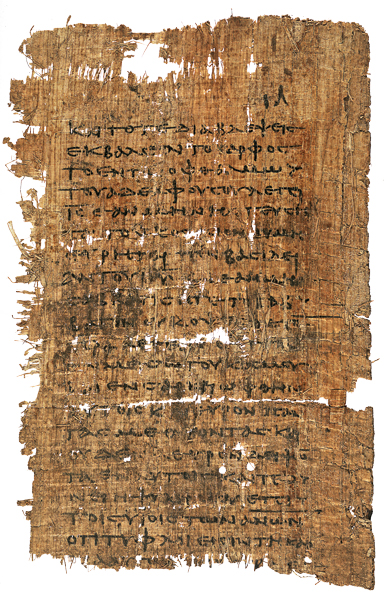
P. Oxy. 1, que contiene los dichos 26 a 33.

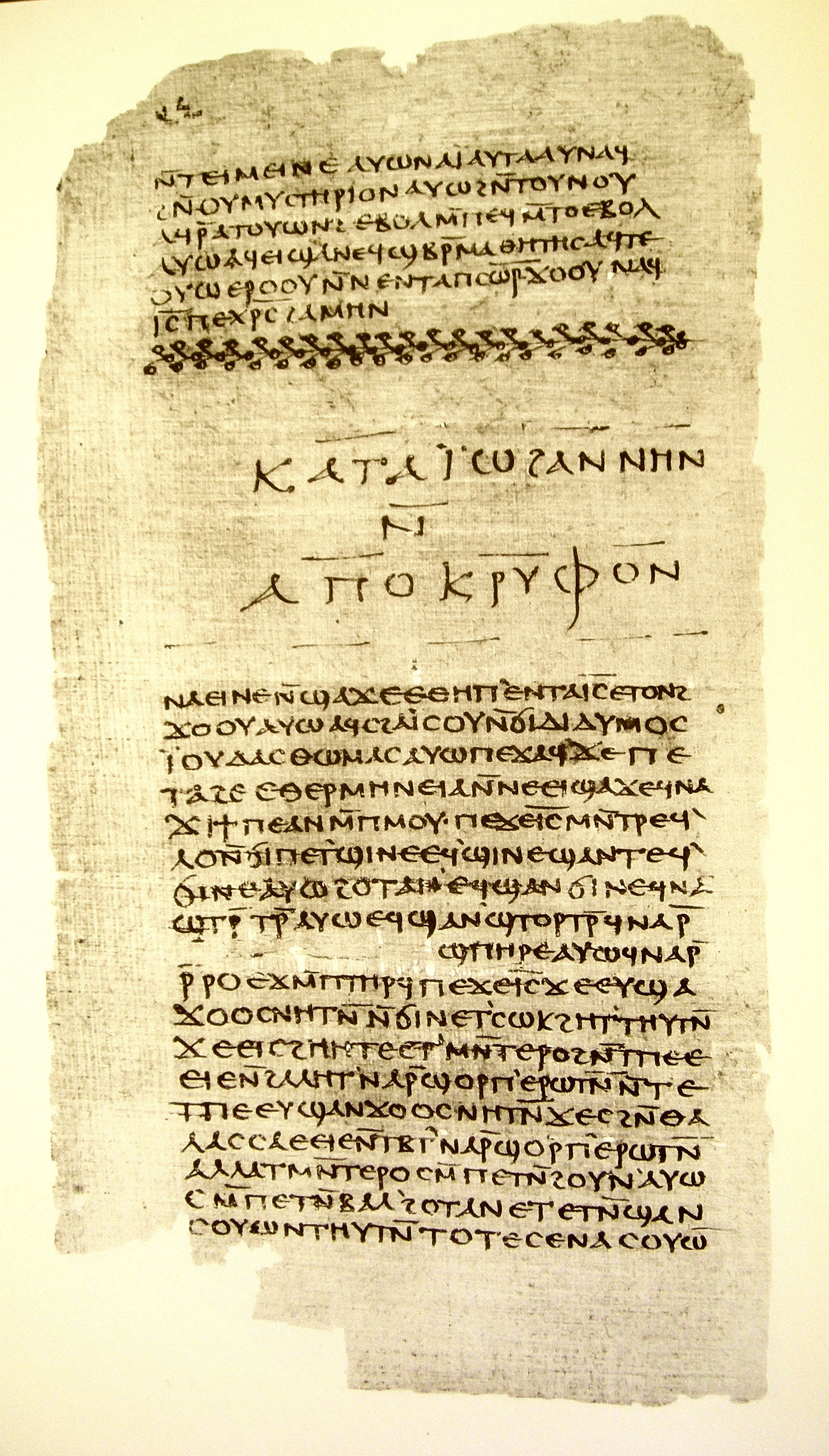
Códice II de Nag Hammadi, folio 32, mostrando el inicio del evangelio de Tomás.

El manuscrito del texto copto (CG II), encontrado en 1945 en Nag Hammadi (Egipto), data de alrededor del año 340 d. C. Fue publicado por primera vez en una edición fotográfica en 1956. Esto fue seguido tres años después (1959) por la primera traducción en inglés, con transcripción copta. En 1977, James M. Robinson editó la primera colección completa de traducciones al inglés de los textos de Nag Hammadi. El Evangelio de Tomás ha sido traducido y anotado en todo el mundo en múltiples idiomas.
El manuscrito copto original se encuentra actualmente en el Departamento de Manuscritos del Museo Copto, ubicado en El Cairo.

### Fragmentos de los papiros de Oxirrinco
Después de que se descubriera la versión copta del texto completo en 1945 en Nag Hammadi, los estudiosos pronto se dieron cuenta de que tres fragmentos diferentes de textos griegos encontrados previamente en Oxirrinco (los papiros de Oxirrinco), también en Egipto, eran parte del evangelio de Tomás. Estos tres fragmentos de papiro de Tomás datan de entre 130 y 250 d. C. Antes del descubrimiento de la biblioteca de Nag Hammadi, los dichos de Jesús encontrados en Oxirrinco eran conocidos simplemente como Logia Iesu. Los fragmentos griegos correspondientes de la escritura uncial del Evangelio de Tomás, encontrados en Oxirrinco son:
- P. Oxy. 1: fragmentos de logia 26 a 33, con las dos últimas oraciones de logion 77 en la versión copta incluidas al final de logion 30 aquí.
- P. Oxy. 654: fragmentos del inicio a través del logion 7, logion 24 y logion 36 en la otra cara de un papiro que contiene datos topográficos.[18]
- P. Oxy. 655: fragmentos de logia 36 a 39. 8 fragmentos designados de a a h, de los cuales f y h se han perdido desde entonces.[19]

La redacción del copto a veces difiere notablemente de los textos griegos anteriores de Oxirrinco, el caso extremo es que la última porción del logion 30 en el griego se encuentra al final del logion 77 en el copto. Este hecho, junto con la redacción bastante diferente que Hipólito de Roma usa cuando aparentemente lo cita, sugiere que el evangelio de Tomás «pudo haber circulado en más de una forma y atravesado varias etapas de redacción».
Aunque generalmente se cree que el evangelio de Tomás se compuso por primera vez en griego, hay evidencia de que el texto copto de Nag Hammadi es una traducción del siríaco.

### Atestación
Las primeras referencias escritas sobrevivientes al evangelio de Tomás se encuentran en los escritos de Hipólito de Roma (c. 222–235) y Orígenes de Alejandría (c. 233). Hipólito escribió en su Refutación de todas las herejías 5.7.20:
[Los naasenos] hablan [...] de una naturaleza que está oculta y revelada al mismo tiempo, y que llaman el conocimiento del reino del cielo que está en un ser humano. Transmiten una tradición al respecto en el Evangelio titulado «según Tomás», que expresa claramente: «El que me busca me encontrará en niños de siete años en adelante, porque allí, escondido en el decimocuarto eón, soy revelado».
Esto parece ser una referencia al dicho 4 de Tomás, aunque la redacción difiere significativamente. Según la traducción de Thomas O. Lambdin, el dicho 4 dice: «Jesús dijo: ‹El hombre viejo en días no dudará en preguntarle a un niño pequeño de siete días sobre el lugar de la vida, y él vivirá. Porque muchos de los primeros serán los últimos y se convertirán en uno y lo mismo›».
Orígenes enumeró el «Evangelio según Tomás» como uno de los evangelios apócrifos heterodoxos conocidos por él (Hom. En Luc. 1).
En los siglos IV y V, varios Padres de la Iglesia escribieron que Mani valoraba mucho el evangelio de Tomás. En el siglo IV, Cirilo de Jerusalén mencionó dos veces un «evangelio de Tomás» en su Catequesis: «Los maniqueos también escribieron un evangelio según Tomás, que al ser teñido con la fragancia del título evangélico corrompe las almas de la gente sencilla» y «Que nadie lea el evangelio según Tomás: porque no es obra de uno de los doce apóstoles, sino de uno de los tres malvados discípulos de Mani». El Decretum Gelasianum del siglo V incluye «Un Evangelio atribuido a Tomás que los maniqueos usan» en su lista de libros heréticos.

## Fecha de composición
Richard Valantasis escribe:
Asignar una fecha al evangelio de Tomás es muy complejo porque es difícil saber con precisión a qué fecha se le asigna. Los académicos han propuesto una fecha tan temprana como 60 d. C. o tan tardía como 140 d. C, dependiendo de si el evangelio de Tomás se identifica con el núcleo original de dichos, o con el texto publicado del autor, o con los textos griegos o coptos, o con paralelos en otra literatura.
Valantasis y otros eruditos argumentan que es difícil datar Tomás porque, como una colección de logias sin un marco narrativo, se podrían haber agregado dichos individuales gradualmente con el tiempo. Valantasis data a Tomás entre 100 y 110 d. C, y con parte del material ciertamente proviniendo de un primer estrato que data de 30-60 d. C. J. R. Porter fecha el Evangelio de Tomás mucho más tardíamente, en el año 250 d. C.
Robert E. Van Voorst afirma:
La mayoría de los intérpretes ubican su escritura en el siglo II, entendiendo que muchas de sus tradiciones orales son mucho más antiguas.
Los académicos generalmente caen en uno de los dos campos principales: un «campo temprano» que favorece una fecha para el «núcleo» entre los años 50 y 100, antes o aproximadamente contemporáneo con la composición de los evangelios canónicos y un «campo tardío» que favorece un fecha en el siglo II, después de la composición de los evangelios canónicos.

### Datación temprana

#### Forma del evangelio
Theissen y Merz sostienen que el género de una colección de dichos fue una de las primeras formas en que se transmitió material sobre Jesús. Afirman que otras colecciones de dichos, como la fuente Q y la colección subyacente a Marcos 4, fueron absorbidas en narrativas más grandes y ya no sobreviven como documentos independientes, y que no sobreviven colecciones posteriores de esta forma. Marvin Meyer también afirmó que el género de una «colección de dichos» es indicativo del siglo I, y que en particular el «uso de parábolas sin amplificación alegórica» parece ser anterior a los evangelios canónicos. Maurice Casey ha cuestionado fuertemente el argumento del género: la «lógica del argumento requiere que Q y el evangelio de Tomás también estén fechados al mismo tiempo que el libro de Proverbios y los Dichos de Amen-em-Opet».

#### Independencia de los evangelios sinópticos
Stevan L. Davies argumenta que la aparente independencia del orden de los dichos en Tomás del de sus paralelos en los sinópticos muestra que Tomás no dependía evidentemente de los evangelios canónicos y probablemente los precedió. Varios autores sostienen que cuando la logia en Tomás tiene paralelos en los sinópticos, la versión en Tomás a menudo parece más cercana a la fuente. Theissen y Merz señalan los dichos 31 y 65 como ejemplos de esto. Koester está de acuerdo, citando especialmente las parábolas contenidas en los dichos 8, 9, 57, 63, 64 y 65. En los pocos casos en que la versión en Tomás parece depender de los sinópticos, Koester sugiere que puede deberse a la influencia de la persona que tradujo el texto del griego al copto.
Koester también argumenta que la ausencia de materiales narrativos (como los que se encuentran en los evangelios canónicos) en Tomás hace improbable que el evangelio sea «un extracto ecléctico de los evangelios del Nuevo Testamento». También cita la ausencia de los dichos escatológicos considerados característicos de Q para mostrar la independencia de Tomás de esa fuente.

#### Intertextualidad con el Evangelio de Juan

La incredulidad de santo Tomás, de Caravaggio (1602). Riley, DeConick y Pagels afirman que el Evangelio de Juan fue escrito como una respuesta a las creencias del cristianismo tomasino, expresadas en el evangelio de Tomás.

Otro argumento para una fecha temprana es lo que algunos estudiosos han sugerido es una interacción entre el Evangelio de Juan y la logia de Tomás. Se han tomado paralelos entre los dos para sugerir que la logia de Tomás precedió al trabajo de Juan, y que este último elaboró una respuesta punto por punto a Tomás, ya sea en un conflicto real o simulado. Esta aparente dialéctica ha sido señalada por varios estudiosos del Nuevo Testamento, en particular Gregory J. Riley, April DeConick y Elaine Pagels. Aunque difieren en el enfoque, sostienen que varios versículos del Evangelio de Juan se entienden mejor como respuestas a una comunidad tomasina y sus creencias. Pagels, por ejemplo, dice que el evangelio de Juan hace dos referencias a la incapacidad del mundo para reconocer la luz divina (Juan 1:5, 10; 14:5–6). En contraste, varios de los dichos de Tomás se refieren a la luz nacida «dentro» (logia 24, 50, 61, 83).
El evangelio de Juan es el único canónico que le da al apóstol Tomás un papel dramático y una parte hablada, y Tomás es el único personaje que se describe como apistos (incrédulo), a pesar de las fallas de casi todos los personajes joánicos para cumplir con los estándares de creencia del autor. Con respecto a la famosa historia de la «duda de Tomás» (Juan 20:26–29), se sugiere que Juan pudo haber estado denigrando o ridiculizando una escuela de pensamiento rival.
En otro aparente contraste, el texto de Juan presenta una resurrección corporal como si fuera una condición sine qua non de la fe; en contraste, las ideas de Tomás sobre el espíritu y el cuerpo son más matizadas (logia 29, 80, 87). Para Tomás, la resurrección parece más un evento cognitivo de logro espiritual, que incluso involucra una cierta disciplina o ascetismo. Una vez más, una representación aparentemente denigrante en la historia la «duda de Tomás» puede tomarse literalmente, o como una especie de «réplica» simulada a la logia de Tomás: no como una censura directa de Tomás, sino como una glosa mejorada. Después de todo, los pensamientos de Tomás sobre el espíritu y el cuerpo realmente no son tan diferentes de los que Juan ha presentado en otros lugares (Juan 3:6, 6:52–56, pero contrastados significativamente con Juan 6:63).
Juan retrata a Tomás tocando físicamente al Jesús resucitado, insertando dedos y manos en su cuerpo y terminando con una aclamación. Pagels interpreta esto como significando una superioridad de Juan, quien está obligando a Tomás a reconocer la naturaleza corporal de Jesús. Ella escribe que «[…] él [Juan] representa a Tomás abandonando su búsqueda de la verdad experimental (su ‹incredulidad›) para confesar lo que Juan considera como la verdad […]». El punto de estos ejemplos, tal como lo utilizan Riley y Pagels, es apoyar el argumento de que el texto de Tomás debe haber existido y haber ganado seguidores al momento de escribir el Evangelio de Juan, y que la importancia de la logia tomasina fue lo suficientemente grande como para que Juan sintiera la necesidad de entretejerlos en su propia narrativa.
El teólogo Christopher W. Skinner no está de acuerdo con Riley, DeConick y Pagels sobre cualquier posible interacción entre Juan y Tomás, y concluye que en el Evangelio de Juan, Tomás «es simplemente una unión en un patrón literario más amplio donde los caracteres incomprensibles sirven como florete para las palabras y los hechos de Jesús».

#### Rol de Santiago
Albert Hogeterp argumenta que el dicho 12, que atribuye el liderazgo de la comunidad a Santiago el Justo en lugar de a Pedro, concuerda con la descripción de la iglesia primitiva de Jerusalén por Pablo en Gálatas 2:1–14 y puede reflejar una tradición anterior al año 70 d. C. Meyer también listas de «incertidumbre acerca de Santiago el Justo, el hermano de Jesús» como característica de un origen del siglo I.
En tradiciones posteriores (más notablemente en los Hechos de Tomás, el libro de Tomás el Contendiente, etc.), Tomás es considerado como el hermano gemelo de Jesús. Sin embargo, este evangelio contiene algunas oraciones (log. 55, 99 y 101), que están en oposición con el grupo familiar de Jesús, lo que implica dificultades cuando se trata de identificarlo con Santiago, el hermano de Jesús, citado por Josefo en Antigüedades judías. Además, hay algunos dichos (principalmente log. 6, 14, 104) y el papiro de Oxirrinco 654 (log. 6) en los que se muestra el evangelio desde un punto de vista opuesto a las costumbres judías, especialmente con respecto a la circuncisión y las prácticas dietéticas (log. 55), cuestiones clave dentro de la comunidad judeocristiana primitiva dirigida por Santiago (Hechos 15:1–35, Gálatas 2:1–10).

#### Representación de Pedro y Mateo
En el dicho 13, Pedro y Mateo son representados como incapaces de comprender el verdadero significado o identidad de Jesús. Patterson argumenta que esto puede interpretarse como una crítica contra la escuela del cristianismo asociada con el Evangelio de Mateo, y que «su tipo de rivalidad parece estar más cercana al siglo I que más tardíamente», cuando todos los apóstoles ya se habían convertido en figuras veneradas.

#### Paralelo con Pablo
Según Meyer, el dicho 17: «Te daré lo que ningún ojo ha visto, lo que ningún oído ha escuchado y ninguna mano ha tocado, y lo que no ha entrado en el corazón humano», es sorprendentemente similar a lo que Pablo escribió en 1 Corintios 2:9 (que en sí mismo era una alusión a Isaías 64:4).

### Datación tardía
El «campo tardío» data a Tomás en algún momento después del año 100 d. C., generalmente a mediados del siglo II. En general, sostienen que aunque el texto fue compuesto alrededor de mediados del siglo II, contiene dichos anteriores como los que se encuentran originalmente en los evangelios del Nuevo Testamento, de los cuales Tomás era en cierto sentido dependiente, además de incluir dichos no auténticos y dichos posiblemente auténticos e independientes que no se encuentran en ningún otro texto existente. J. R. Porter data a Tomás mucho más tardíamente, a mediados del siglo III.

#### Dependencia del Nuevo Testamento
Varios estudiosos han argumentado que los dichos en Tomás reflejan las combinaciones y armonizaciones que dependen de los evangelios canónicos. Por ejemplo, los dichos 10 y 16 parecen contener una armonización redactada de Lucas 12:49, 12:51-52 y Mateo 10:34-35. En este caso, algunos estudiosos han sugerido que la dependencia se explica mejor con el autor de Tomás haciendo uso de una tradición oral armonizada anterior, basada en Mateo y Lucas. El erudito bíblico Craig A. Evans también suscribe a este punto de vista y señala que: «Más de la mitad de los escritos del Nuevo Testamento son citados, tienen paralelos o son mencionados en Tomás [...] No estoy al tanto de un escrito cristiano anterior al año 150 d. C. que haga referencia a gran parte del Nuevo Testamento».
Otro argumento para la datación tardía de Tomás se basa en el hecho de que el dicho 5 en el griego original (Papyrus Oxyrhynchus 654) parece seguir el vocabulario utilizado en Lucas (Lucas 8:17) y no el vocabulario utilizado en Marcos (Marcos 4:22). De acuerdo con este argumento, que presupone en primer lugar la teoría de las dos fuentes (ampliamente sostenida entre los actuales eruditos del Nuevo Testamento; la teoría señala que el autor de Lucas usó el evangelio preexistente de Marcos más una fuente Q perdida para componer su evangelio), si el autor de Tomás (como muestra el dicho 5) se refiere al vocabulario del evangelio de Lucas en lugar del preexistente Marcos, entonces el evangelio de Tomás debe haber sido compuesto después de Marcos y Lucas (el último de los cuales data de entre 60 y 90 d. C.).
Otra dicho que emplea vocabulario similar al utilizado en Lucas en lugar de Marcos es el dicho 31 (cuyo texto griego está en el Papyrus Oxyrhynchus 1), donde el término dektos (aceptable) de Lucas 4:24 es utilizado en lugar de atimos (sin honor) de Marcos 6:4. La palabra dektos (en todos sus casos y géneros) es claramente típica de Lucas, ya que solo es utilizada en los evangelios canónicos en Lucas 4:19, 24 y en Hechos 10:35. Por lo tanto, continúa el argumento, el Tomás griego está claramente influenciado, por lo menos, por el vocabulario característico de Lucas.
J. R. Porter señala que, dado que alrededor de la mitad de los dichos en Tomás tienen paralelos en los evangelios sinópticos, es «posible que los dichos en el evangelio de Tomás se seleccionen directamente de los evangelios canónicos y se reproduzcan más o menos exactamente o se modifiquen para que se ajusten a la perspectiva teológica característica del autor». Según John P. Meier, los estudiosos concluyen predominantemente que Tomás depende de los sinópticos o los armoniza.

#### Origen siríaco
Varios estudiosos argumentan que Tomás depende de los escritos siríacos, incluidas las versiones únicas de los evangelios canónicos. Sostienen que muchos dichos del evangelio de Tomás tienen mayor similitud a las traducciones en siríaco de los evangelios canónicos que su registro en el griego original. Craig A. Evans afirma que el dicho 54 en Tomás, que habla de los pobres y del reino de los cielos, es más similar a la versión siríaca de Mateo 5:3 que la versión griega de ese pasaje o su paralelo en Lucas 6:20.
Klyne Snodgrass señala que los dichos 65-66 de Tomás, que contiene la parábola de los inquilinos malvados, parece depender de la armonización temprana de Marcos y Lucas que se encuentra en los viejos evangelios siríacos. Concluye que «Tomás, en lugar de representar la forma más temprana, ha sido moldeado por esta tendencia armonizadora en Siria. Si el evangelio de Tomás fuera el primero, tendríamos que imaginar que cada uno de los evangelistas o las tradiciones detrás de ellos expandieron la parábola en diferentes direcciones y luego, en el proceso de transmisión, el texto se recortó a la forma que tiene en los Evangelios siríacos. Es mucho más probable que Tomás, que tiene una procedencia siria, dependa de la tradición de los Evangelios canónicos, que ha sido abreviada y armonizada por transmisión oral».
Nicholas Perrin argumenta que Tomás depende del Diatessaron, que fue compuesto por Taciano poco después del año 172, en Siria. Perrin explica el orden de los dichos al intentar demostrar que casi todos los dichos adyacentes están conectados por palabras clave siríacas, mientras que en copto o griego, se han encontrado palabras clave para solo menos de la mitad de los pares de dichos adyacentes. Peter J. Williams analizó los supuestos lemas sirios de Perrin y los encontró inverosímiles. Robert F. Shedinger escribió que, dado que Perrin intenta reconstruir una versión siria antigua de Tomás sin establecer primero la dependencia de Tomás de la Diatessaron, la lógica de Perrin parece circular.

#### Ausencia de temas apocalípticos
Bart Ehrman argumenta que el Jesús histórico fue un predicador apocalíptico y que sus creencias apocalípticas están registradas en los primeros documentos cristianos: Marcos y las epístolas paulinas auténticas. Los primeros cristianos creían que Jesús regresaría pronto, y sus creencias hacen eco en los primeros escritos cristianos. El evangelio de Tomás proclama que el Reino de Dios ya está presente para aquellos que entienden el mensaje secreto de Jesús (dicho 113) y carece de temas apocalípticos. Debido a esto, argumenta Ehrman, el evangelio de Tomás probablemente fue compuesto por un gnóstico en algún momento a principios del siglo II.
N. T. Wright, antiguo obispo anglicano y profesor de historia del Nuevo Testamento, también data Tomás en el siglo II o III. El razonamiento de Wright para esta datación es que el «marco narrativo» del judaísmo del siglo I y el Nuevo Testamento es radicalmente diferente de la cosmovisión expresada en los dichos recogidos en el evangelio de Tomás. Tomás comete un error anacrónico al convertir a Jesús, el profeta judío, en un filósofo helenístico/cínico. Wright concluye su sección sobre el evangelio de Tomás en su libro The New Testament and the People of God de esta manera: «La historia implícita [de Tomás] tiene que ver con una figura que imparte una sabiduría secreta y oculta a quienes están cerca de él, para que puedan percibir una nueva verdad y ser salvados por ella. ‹A los cristianos de Tomás se les dice la verdad sobre su orígenes divinos, y se les otorgan las contraseñas secretas que demostrarán ser efectivas en el viaje de regreso a su hogar celestial›. Esta es, obviamente, la narrativa no histórica del gnosticismo [...] El caso simplemente es que, sobre buenos motivos históricos, es mucho más probable que el libro represente una interpretación radical (y de hecho una subversión) del cristianismo del siglo I en un tipo de religión bastante diferente, que se representa como el original del cual los evangelios más largos son distorsiones [...] Tomás refleja un universo simbólico y una visión del mundo radicalmente diferentes de las del judaísmo y el cristianismo primitivo».

## Relación con el canon del Nuevo Testamento

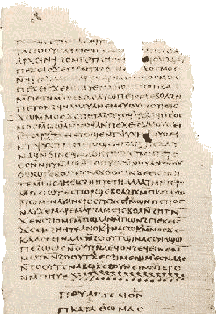
Última página del evangelio de Tomás.

La reacción dura y generalizada contra el canon de Marción (el primer canon formal del Nuevo Testamento conocido) demuestra que, para el año 140, se había aceptado ampliamente que otros textos formaban parte de los registros de la vida y el ministerio de Jesús. Aunque las discusiones sobre algunos potenciales libros del Nuevo Testamento, como el Pastor de Hermas y el Libro de Apocalipsis, continuaron hasta el siglo IV, cuatro evangelios canónicos (atribuidos a Mateo, Marcos, Lucas y Juan) fueron aceptados entre los cristianos protoortodoxos, por lo menos a mediados del siglo II.
La Diatessaron ampliamente utilizada de Taciano, compilada entre 160 y 175 d. C., utilizó los cuatro evangelios sin ninguna consideración de los demás. Ireneo de Lyon escribió a finales del siglo II que «dado que hay cuatro cuartos de la Tierra [...] es apropiado que la iglesia tenga cuatro pilares [...] los cuatro Evangelios» (Contra las Herejías, 3.11.8), y poco después hizo la primera cita conocida del cuarto evangelio: la versión canónica del Evangelio de Juan. El fragmento de Muratori de finales del siglo II también reconoce solo a los tres evangelios sinópticos y a Juan.
El erudito bíblico Bruce Metzger escribió acerca de la formación del canon del Nuevo Testamento: «Aunque los límites del canon emergente permanecieron inestables durante generaciones, se logró un alto grado de unanimidad con respecto a la mayor parte del Nuevo Testamento entre las muy diversas y dispersas congregaciones de creyentes, no solo en todas las partes del mundo mediterráneo, sino también en un área que se extiende desde Gran Bretaña hasta Mesopotamia».

## Relación con el entorno tomasino
También se plantea la cuestión del uso que hacen varias sectas de otras obras atribuidas a Tomás y su relación con esta obra. El libro de Tomás el Contendiente, también de Nag Hammadi, es uno de los principales, pero los extensos Hechos de Tomás proporcionan las conexiones mitológicas. El breve y relativamente sencillo Apocalipsis de Tomás no tiene una conexión inmediata con los evangelios sinópticos, mientras que el Judas canónico (si se toma el nombre como una referencia a Judas Tomás Dídimo) ciertamente da fe de los primeros conflictos intracristianos. El Evangelio de la infancia de Tomás, despojado de sus conexiones mitológicas, es difícil de conectar específicamente con el evangelio de Tomás; pero los Hechos de Tomás contienen el Himno de la Perla, cuyo contenido se refleja en los Salmos de Tomás encontrados en la literatura maniquea. Estos salmos, que de por lo demás revelan conexiones mandeanas, también contienen material que se superpone al evangelio de Tomás.

## Importancia y autor

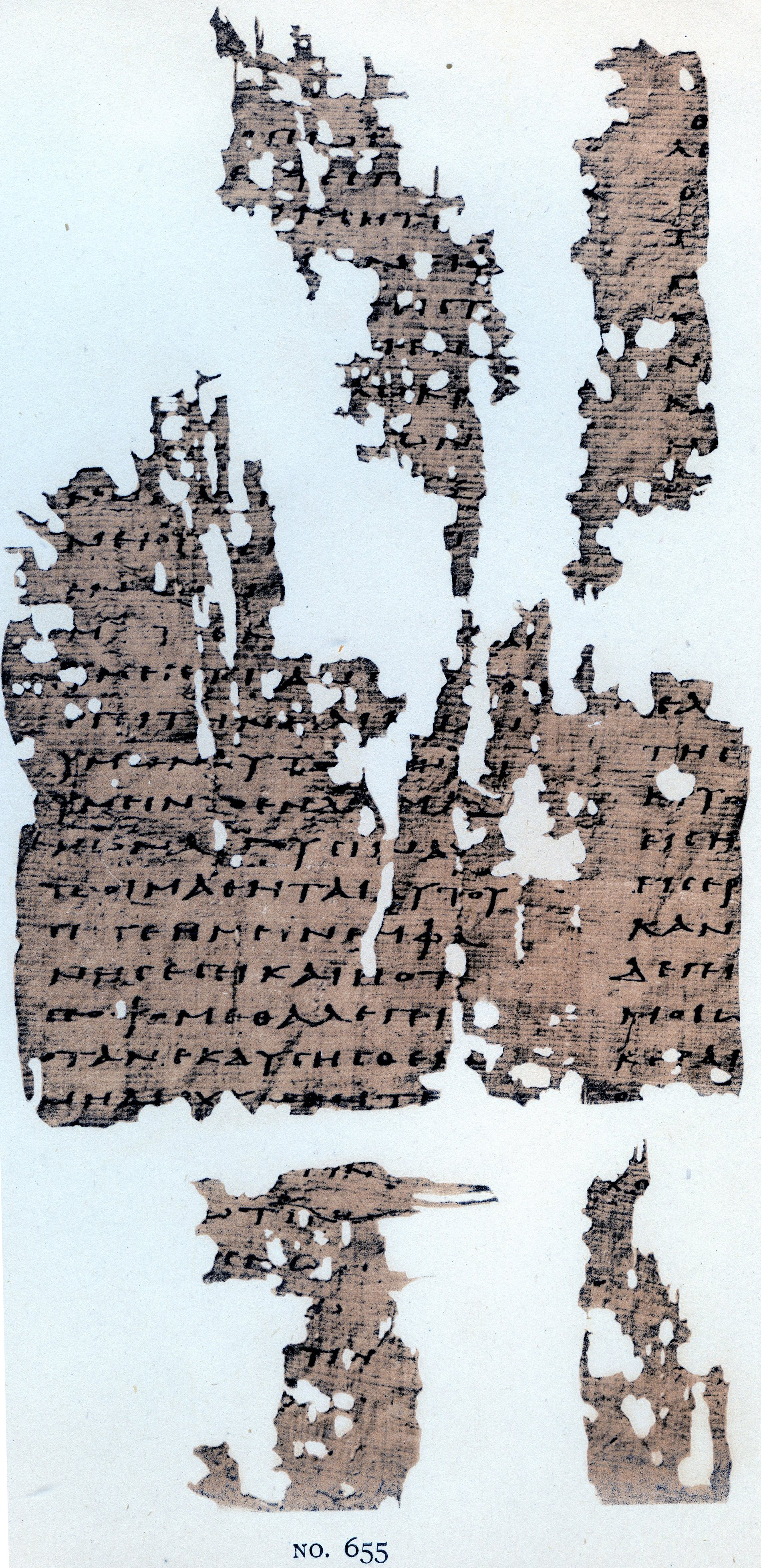
P. Oxy. 655, que contiene los dichos 36 a 39.

Considerado por algunos como uno de los primeros relatos de las enseñanzas de Jesús, algunos estudiosos consideran que el evangelio de Tomás es uno de los textos más importantes para comprender el cristianismo primitivo fuera del Nuevo Testamento. Sin embargo, en términos de fe, ningún grupo cristiano importante acepta este evangelio como canónico o autoritativo. El Jesus Seminar, un grupo de estudiosos norteamericanos, sí lo ha considerado como el «quinto evangelio».
Es un trabajo importante para los académicos que trabajan en el documento Q, que se cree que es una colección de dichos o enseñanzas sobre los cuales se basan parcialmente los evangelios de Mateo y Lucas. Aunque nunca se descubrió una copia de Q, algunos eruditos consideran que el hecho de que Tomás sea un evangelio de «dichos» es una indicación de que los primeros cristianos escribieron colecciones de dichos de Jesús, lo que refuerza la hipótesis de Q.
Los eruditos modernos no consideran al apóstol Tomás el autor de este documento y el autor sigue siendo desconocido. J. Menard produjo un resumen del consenso académico a mediados de la década de 1970, que afirmaba que el evangelio era probablemente un texto muy tardío escrito por un autor gnóstico, por lo que tenía muy poca relevancia para el estudio del desarrollo temprano del cristianismo. Las opiniones académicas sobre el gnosticismo y el evangelio de Tomás se han vuelto más matizadas y diversas. Paterson Brown, por ejemplo, ha argumentado enérgicamente que los tres evangelios coptos de Tomás, Felipe y la Verdad evidentemente no son escritos gnósticos, ya que los tres afirman explícitamente la realidad básica y la santidad de la vida encarnada, que el gnosticismo por definición consideraba ilusoria y malvada.
En el siglo IV, Cirilo de Jerusalén consideraba al autor un discípulo de Mani que también se llamaba Tomás:
Mani tenía tres discípulos: Tomás, Badas y Hermas. Que nadie lea el Evangelio según Tomás. Porque él no es uno de los doce apóstoles, sino uno de los tres malvados discípulos de Mani.
Muchos estudiosos consideran que el Evangelio de Tomás es un texto gnóstico, ya que se encontró en una biblioteca que, entre otros, contiene temas gnósticos y tal vez presupone una cosmovisión gnóstica. Otros rechazan esta interpretación, porque Tomás carece de la mitología completa del gnosticismo como lo describe Ireneo de Lyon (c. 185), y porque los gnósticos frecuentemente se apropiaron y utilizaron una gran «gama de escrituras desde Génesis hasta los Salmos y Homero, de los sinópticos a Juan a las cartas de Pablo».

## Comparación con los principales Evangelios
El material de la tabla de comparación procede de Gospel Parallels de B. H. Throckmorton, The Five Gospels de R. W. Funk, The Gospel According to the Hebrews de E. B. Nicholson y The Hebrew Gospel and the Development of the Synoptic Tradition de J. R. Edwards.
| Ítem                             | Mateo, Marcos, Lucas                                                                               | Juan | Tomás | Evangelios hebreos (Nicholson/Edwards)                                                                          |
| -------------------------------- | -------------------------------------------------------------------------------------------------- | --- | --- | --- |
| Nuevo Pacto                      | El tema central de los Evangelios: ama a Dios con todo tu ser y ama a tu prójimo como a ti mismo.  | El tema central: el amor es el nuevo mandamiento dado por Jesús.                                               | Conocimiento secreto, ama a tus amigos. | El tema central: amarse unos a otros.                                                                           |
| Perdón                           | Muy importante, particularmente en Mateo y Lucas.                                                  | Asumido. | Menciona el perdón en relación con la blasfemia contra el Padre y el Hijo, pero no el perdón para quienes blasfeman contra el Espíritu Santo. | Muy importante: el perdón es un tema central y este evangelio entra en el mayor detalle.                        |
| La Oración del Señor             | En Mateo y Lucas, pero no en Marcos.                                                               | No mencionada.                                                                                                 | No mencionada. | Importante – «mahar» o «mañana».                                                                                |
| Amor y los pobres                | Muy importante: El joven rico.                                                                     | Asumido. | Importante. | Muy importante: El joven rico.                                                                                  |
| Jesús comienza su ministerio     | Jesús se encuentra con Juan el Bautista y es bautizado en el decimoquinto año de Tiberio César.    | Jesús se encuentra con Juan el Bautista, 46 años después de la construcción del Templo de Herodes (Juan 2:20). | Solo menciona a Juan el Bautista | Jesús se encuentra con Juan el Bautista y es bautizado. Este evangelio entra en el mayor detalle.               |
| Número de discípulos             | Doce.                                                                                              | Doce. | No mencionado. | Doce. |
| Círculo íntimo de discípulos     | Pedro, Andrés, Santiago y Juan.                                                                    | Pedro, Andrés y el Discípulo Amado.                                                                            | Tomás, Santiago el Justo. | Pedro, Andrés, Santiago y Juan.                                                                                 |
| Otros discípulos                 | Felipe, Bartolomé, Mateo, Tomás, Santiago, Simón el Zelote, Judas Tadeo y Judas Iscariote.         | Felipe, Natanael, Tomás, Judas (no el Iscariote) y Judas Iscariote.                                            | Pedro, Mateo, Mariam (¿María?), y Salomé. | Mateo, Santiago el Justo (hermano de Jesús), Simón el Zelote, Tadeo, Judas Iscariote.                           |
| Posibles autores                 | Desconocido (tradicionalmente Mateo el Evangelista); Marcos el Evangelista y Lucas el Evangelista. | El Discípulo Amado (tradicionalmente Juan el Evangelista).                                                     | Desconocido. | Mateo el Evangelista (o desconocido).                                                                           |
| Registro del nacimiento virginal | Descrito en Mateo y Lucas, Marcos solo hace referencia a su «madre».                               | No se menciona, aunque el «Verbo se hizo carne» en Juan 1:14.                                                  | S/D, ya que este es un evangelio de los dichos de Jesús.                                                                                      | No mencionado.                                                                                                  |
| Bautismo de Jesús                | Descrito.                                                                                          | Analizado en retrospectiva (Juan 1:32–34).                                                                     | S/D | Descrito con gran detalle.                                                                                      |
| Estilo de predicación            | Frases breves, parábolas.                                                                          | Formato de ensayo, Midrash.                                                                                    | Dichos, parábolas. | Frases breves, parábolas.                                                                                       |
| Narrativas                       | Parábolas.                                                                                         | Lenguaje figurativo y metáforas.                                                                               | Proto-gnósticas, ocultas, parábolas. | Parábolas. |
| Teología de Jesús                | Judaísmo del siglo I liberal.                                                                      | Crítica a las autoridades judías.                                                                              | Proto-gnóstica. | Judaísmo del siglo I liberal.                                                                                   |
| Milagros                         | Muchos milagros.                                                                                   | Siete signos.                                                                                                  | S/D | Menos milagros.                                                                                                 |
| Duración del ministerio          | No mencionado, posiblemente 3 años según la parábola de la higuera estéril (Lucas 13).             | 3 años (4 Pascuas).                                                                                            | S/D | 1 año. |
| Ubicación del ministerio         | Principalmente Galilea.                                                                            | Principalmente Judea, cerca de Jerusalén.                                                                      | S/D | Principalmente Galilea.                                                                                         |
| Cena pascual                     | Cuerpo y sangre = pan y vino.                                                                      | Interrumpe la comida por el lavado de los pies.                                                                | S/D | La Pascua hebrea (Pésaj) se celebra pero los detalles son desconocidos.                                         |
| Cubierta de entierro             | Una sola pieza de tela.                                                                            | Múltiples piezas de tela.                                                                                      | S/D | Regalada por el Sumo Sacerdote.                                                                                 |
| Resurrección                     | María Magdalena y las mujeres son las primeras en conocer que Jesús ha sido resucitado.            | Juan agrega un relato detallado de la experiencia de la resurrección de María Magdalena.                       | S/D | En el Evangelio de los Hebreos está el único registro de la aparición de Jesús a su hermano, Santiago el Justo. |